# Beatriz de Melgueil
Beatriz de Melgueil (c. 1124 - c. 1190), filha única de Beltrão IV de Melgueil e de Guilhermina de Montpellier, foi a herdeira do condado de Melgueil. Governou Melgueil juntamente com o pai de 1146 a 1170.

## Biografia
Casou, em primeiras núpcias, com cerca de onze anos, com Berengário Raimundo, conde da Provença. O casal teve um único filho:
- Raimundo Berengário (c. 1140 - 1166), que sucedeu ao pai como conde da Provença.

Berengário foi morto por uma seta de balestra, em 1144, durante uma batalha naval contra uma galera genovesa. No ano seguinte, Beatriz casou-se com Bernardo II, co-senhor de Alès, da família dos viscondes de Narbona, com quem teve dois filhos:
- Beltrão (? - 1191), senhor de Alès;
- Ermesinda (? - setembro de 1176).

Beatriz deserdou Beltrão em favor de Ermesinda e de seu segundo genro, Raimundo VI de Toulouse, levando a uma desavença familiar. Beatriz sobreviveu à filha por, pelo menos, quatorze anos. Raimundo de Toulouse continuou a governar Melgueil após a morte de sua esposa. A contenda da família sobre a herança persistiu. Enfim, o papa Inocêncio III interveio. Ele tomou o condado, negando-o a ambos os partidos e pô-lo sob a autoridade do bispo de Maguelone, alegando que Pedro I de Melgueil, bisavô de Beatriz, cedera suas propriedades ao papado em 1085. Desse modo, os bispos de Maguelone, então de Montpellier, seriam condes de Melgueil até a Revolução Francesa. O papa Urbano IV declarou Melgueil secondo loco post Roman, a segunda sede da Cristandade depois de Roma; muitos papas ficaram lá. Submetido à autoridade da Santa Sé, o condado de Melgueil não sofreu com a cruzada albigense.